# Шеркали
Шеркали́ (рос. Шеркалы, хант. Шӑнш вош) — село у складі Октябрського району Ханти-Мансійського автономного округу Тюменської області, Росія. Адміністративний центр та єдиний населений пункт Шеркальського сільського поселення.
Населення — 849 осіб (2017, 987 у 2010, 1180 у 2002).
Національний склад станом на 2002 рік: росіяни — 68 %.